# Софіївка (Генічеський район)
Софі́ївка —  село в Україні, у Новотроїцькій селищній громаді Генічеського району Херсонської області. Населення становить 623 осіб.

## Назва
Село назване на честь Софії Богданівни Фальц-Фейн дружини Едуарда Івановича Фальц-Фейна (1839-1883) - одного із спадкоємців знаменитого прізвища німецьких колоністів в Україні. Фальц-Фейни володіли тоді найбільшим в Росії вівчарських господарством (розведення овець-мериносів) і одним з кращих кінних заводів, вели торгівлю шкурами, вовною і м'ясом через одеський порт.

## Історія
Заснована Софіїівка переселенцями з Агайманів у 1923 році на місці колишнього Фальц-Фейнівського сараю № 5. Через це село деякий час називали "П'ятим".
Перший створений у селі колгосп отримав назву "Южный уголок". У 1933 році його перейменували на імені Тельмана.
14 вересня 1941 року село було окуповане німецькими військами. Звільнили населений пункт 29 жовтня 1943 року.
Після Великої Вітчизняної війни колгосп ім. Тельмана був спочатку перейменований на імені Ворошилова, а пізніше - на імені Котовського. У 1959 році він був приєднаний до колгоспу села Володимиро-Іллінка. І лише у 1989 році село Софіївка було виокремлено в самостійний колгосп "Свобода".
12 червня 2020 року, відповідно до розпорядження Кабінету Міністрів України № 713-р «Про визначення адміністративних центрів та затвердження територій територіальних громад Запорізької області», увійшло до складу Новотроїцької селищної громади.
17 липня 2020 року, в результаті адміністративно-територіальної реформи та ліквідації Новотроїцького району, село увійшло до складу Генічеського району.
В селі функціонують:дитячий садок, будинок культури. Школу зачинено, учні переведені у Чкалівську школу.
24 лютого 2022 року село тимчасово окуповане російськими військами під час російсько-української війни.

## Населення

### Мова
Розподіл населення за рідною мовою за даними перепису 2001 року:
| Мова       | Відсоток |
| ---------- | -------- |
| українська | 93,28%   |
| російська  | 6,56%    |
| румунська  | 0,16%    |